# Profesjonalne Stowarzyszenie Instruktorów Nurkowania
Profesjonalne Stowarzyszenie Instruktorów Nurkowania (ang. Professional Association of Diving Instructors, skrót PADI) – międzynarodowa organizacja pozarządowa zrzeszająca Divemasterów, Instruktorów PADI oraz centra nurkowe działające w tym systemie. Stowaryszenie powstało w 1967 roku w Stanach Zjednoczonych z inicjatywy Johna Cronina i Ralpha Ericksona (którzy dziś pełnią funkcje zastępcy i prezesa PADI).
PADI jako pierwsze wprowadziło łatwy, bezpieczny, modułowy system szkolenia oparty na standardach, popularyzując ten sport dla szerokiej rzeszy ludzi. Dzięki naciskowi na bezpieczeństwo, standaryzacji szkolenia oraz reklamowaniu nurkowania jako świetnego sposobu na spędzanie wolnego czasu, PADI jest obecnie największą i najbardziej popularną organizacją. Członkowie PADI wydają około 1 mln certyfikatów nurkowych rocznie. PADI zrzesza ponad 130 tys. członków, a w jej ramach działa ponad 4.300 centrów nurkowych w ponad 175 krajach i terytoriach. Materiały dydaktyczne PADI są przetłumaczone na ponad 20 języków. Ponad 70% certyfikatów nurkowych nadawanych na świecie to certyfikaty PADI
Główna siedziba PADI jest w USA w Kalifornii, PADI posiada również oddziały regionalne. Polska, wraz z większością krajów Europy środkowo-wschodniej należy do PADI International, które poza tym obejmuje swoim zasięgiem Wielką Brytanię, Rosję i Afrykę.
W Polsce i na świecie działa już ponad 400 polskich instruktorów.

## Stopnie nurkowe (rekreacyjne) PADI
1. Stopień przed-podstawowy (SD)
2. Stopień podstawowy (OWD)
3. Stopień ponadpodstawowy (AD)
4. Stopień zaawansowany (AOWD)
5. Nurek ratownik (RD)
6. Mistrz nurkowy (MSD)

## Stopnie zawodowe PADI
1. Divemaster
2. Asystent Instruktora (Assistant Instructor)

Następnie, aby zostać instruktorem PADI trzeba skończyć kurs instruktorski (Instructor Development Course – IDC) i zdać wielomodułowy, teoretyczny i praktyczny egzamin instruktorski (Instructor Exam – IE) przed komisją złożoną z Egzaminatorów PADI. Po egzaminie otrzymuje się pierwszy stopień instruktorski.
1. Open Water Scuba Instructor (OWSI) – pierwszy, podstawowy stopień instruktorski, uprawniający do samodzielnego szkolenia i certyfkowania nurków na wszystkich poziomach do Divemastera włącznie.
2. Instruktor Specjalizacji (Specialty Instructor) – osobne uprawnienia do szkolenia z danej specjalizacji.
3. Master Scuba Diver Trainer (MSDT) – stopień instruktorski świadczący o tym, że instruktor wystawił w swojej karierze instruktorskiej minimum 25 certyfikatów i ma uprawnienia do szkolenia z minimum 5 specjalizacji.
4. IDC Staff Instructor (IDC SI) – pierwszy stopień umożliwiający instruktorowi samodzielne szkolenie i certyfikowanie Asystentów Instruktora oraz prowadzenie zajęć na kursach instruktorskich (IDC).
5. Master Instructor (MI) – stopień świadczący o tym, że instruktor poza uprawnieniami IDC SI ma bardzo duże doświadczenie (minimum 150 certyfikatów różnych poziomów, staż itp).
6. Course Director (CD) – najwyższy stopień instruktorski uprawniający do kierowania kursami instruktorskimi (IDC).

## Specjalizacje nurkowe PADI

PADI

### Po stopniu OWD
- Nurkowanie na wysokości
- AWARE – Identyfikacja ryb
- Nurkowanie z łodzi
- Nurkowanie ze skuterem
- Nurkowanie w prądzie
- Nurkowanie w suchym skafandrze
- Nurkowanie na wzbogaconym powietrzu (nitroxie)
- Specjalista sprzętowy
- Nurkowanie wielopoziomowe i z komputerem
- Nurkowanie nocne
- Doskonała pływalność
- Podwodny przyrodnik
- Podwodna nawigacja
- Podwodna fotografia
- Podwodne filmowanie
- Projekt AWARE
- Ochrona raf AWARE

### Po stopniu AD
- Nurkowanie wrakowe
- Nurkowanie głębokie

### Po stopniu AOWD
- Nurkowanie pod lodem
- Nurkowanie jaskiniowe
- Poszukiwanie i wydobywanie
- Nurkowanie na Rebreather Dolphin

## Stopnie nurkowania technicznego TEC-REC
- Discover TEC
- TEC 40
- TEC 45
- TEC 50
- TEC 65
- TEC Trimix Diver
- TEC Gas Blender Nitrox / Trimix

## Stopnie instruktora nurkowania technicznego TEC-REC
- TEC Instruktor
- TEC Deep Instruktor
- TEC Trimix Instruktor
- TEC Gas Blender Instruktor
- TEC Trimix Instruktor Trener

## Centra Nurkowe PADI w Polsce
Na terenie Polski w roku 2013 działało 19 autoryzowanych centrów nurkowych PADI:
- PADI Dive Center – centrum nurkowe PADI – pięć centrów w Polsce
- PADI 5 Star Dive Center – pięciogwiazdkowe centrum PADI – sześć centrów w Polsce
- PADI 5 Star IDC Dive Center – pięciogwiazdkowe centra kształcenia instruktorów PADI – osiem centrów w Polsce

Miejscowości z centrami nurkowymi PADI: Szczecin, Poznań, Warszawa, Kraków, Łódź, Olsztyn, Bytom, Gdynia, Wrocław, Siewierz, Katowice.